# 硫化钯
硫化钯是一种无机化合物，化学式为PdS。它可由氯化钯和硫化氢反应制得，氯化钯或四氯合钯(II)酸钠和硫化钠的反应也能制得硫化钯。
它以四方晶系P42/m空间群结晶，晶胞参数a=643 pm，c=661 pm。它在自然界中以硫钯矿矿的形式存在。